# Unie podnikových právníků ČR
Unie podnikových právníků ČR z. s. (UPP ČR) sdružuje podnikové právníky, jako nezávislá a dobrovolná stavovská organizace. Činnost spolku spočívá ve vzdělávání firemních právníků, poskytování prostoru pro odbornou právní diskusi, šíření osvěty v oblasti práva a dohlížení na etiku v podnikové právní praxi.
Podnikoví právníci jsou zaměstnanci právnických osob nebo podnikajících fyzických osob, pro něž vykonávají právní agendu.

## Organizace UPP ČR
Správu a řízení UPP ČR zajišťují tyto orgány:
1. Sněm – nejvyšší orgán UPP ČR,
2. Rada – orgán řídící činnost UPP ČR v období mezi konáním Sněmů a kontrolující dodržování Etického kodexu UPP ČR,
3. Výkonný výbor – prezident, 2 až 5 viceprezidentů a hospodář, kteří jsou zvoleni z řad členů Rady,
4. Prezident – statutární orgán UPP ČR,
5. Revizoři účtů – kontrola hospodaření UPP ČR.

## Historie podnikových právníků
- Ustavující sněm podnikových právníků se konal 24. února 1990 na Právnické fakultě Univerzity Karlovy. Na tomto sněmu byly schváleny stanovy a programové prohlášení.
- Na III. Sněmu dne 3. ledna 1999 přijala UPP ČR nové stanovy a etický kodex.[2] Vedle individuálního členství zavedla možnost kolektivního členství pro právnické osoby zaměstnávající podnikové právníky.
- 9. července 1999 se Unie stala členem Evropské asociace podnikových právníků (ECLA).[3] Byla čtrnáctým státem v pořadí a zároveň první zemí ze střední a východní Evropy.
- V dubnu 2007 byla do čela spolku zvolena JUDr. Marie Brejchová, LL.M. IX. Sněm zároveň schválil výraznou úpravu stanov. Výbor nahradily dva nové řídící orgány, a to Rada a Výkonný výbor.
- V září 2007 začala v rámci Unie působit nová sekce Podniková právní kancelář, která je určena pro kolektivní členy.
- Na XII. Sněmu v dubnu 2011 byla schválena modernizace Etického kodexu z roku 1999.[4]
- Od roku 2012 pořádá UPP ČR Ocenění Podnikový právník. Ocenění je udělováno v souladu s rozhodnutím odborné poroty na základě nominací obdržených od členů UPP ČR, zaměstnavatelů a odborné veřejnosti.
- V roce 2021 uspořádala Unie více než 50 vzdělávacích akcí a vyhlásila jubilejní 10. ročník ocenění Podnikový právník.
- Od ledna 2022 došlo ke spojení dvou sekcí Právo informačních technologií a Inovace do jedné a ke zrušení sekce Stavební právo. Unie tak má celkem 6 odborných sekcí pro individuální členy: Civilní právo, Compliance, Energetická, IT a inovace, Pracovněprávní a Veřejné zakázky a hospodářská soutěž. 7. (Podniková právní kancelář) je pro vedoucí právních týmů kolektivních členů.[5]

## Předsedové / prezidenti UPP ČR
- 1990 – 1991 JUDr. Michal Račok
- 1991 – 2000 JUDr. Vratislav Vinš
- 2000 – 2006 Mgr. Ing. Petr Šmelhaus
- 2007 – do současnosti JUDr. Marie Brejchová, LL.M.[6]